# Миссисипская компания
Миссисипская компания (от фр. Compagnie du Mississippi, также Западная компания) — торговая корпорация, работавшая во французских колониях в Северной Америке и Вест-Индии.
Была основана в 1684 году, с 1717 года называлась «Западной компанией» (фр. Compagnie d'Occident), с 1719 года — «Компания Индий» (фр. Compagnie des Indes). Имела монополию на торговлю и добычу полезных ископаемых. Когда освоение земель и спекуляция в Америке стали оторванными от экономической реальности, эта компания стала одним из самых ранних примеров экономического пузыря.

## История
В мае 1716 года Джон Ло основал во Франции Banque Générale Privée, который развивал использование бумажных денег; это был частный банк. В августе 1717 года Ло купил Миссисипскую компанию, чтобы помочь французской колонии во Французской Луизиане. В том же году он преобразовал её в акционерную торговую компанию под названием Compagnie d'Occident (Company of the West). Сам стал директором этой компании, которой со стороны французского правительства была предоставлена торговая монополия в Вест-Индии и Северной Америке. В 1718 году банк стал называться Banque Royale, гарантом которого был Людовик XV. Миссисипская компания поглотила Compagnie des Indes Orientales и  Compagnie de Chine, а также другие конкурирующие компании, а банк продолжил выпускать ничем не обеспеченные банкноты.

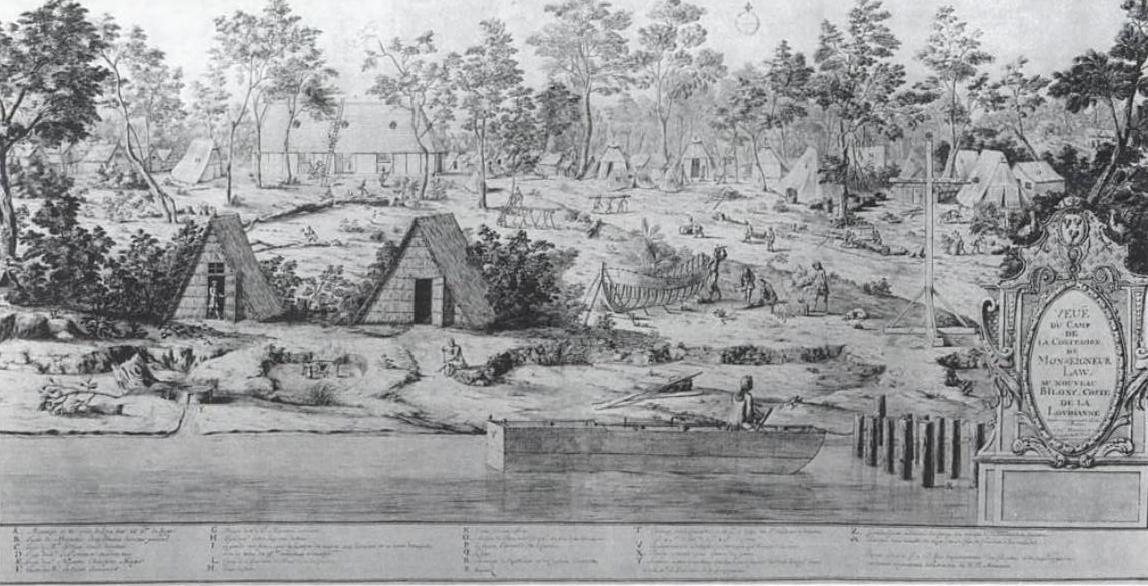
Лагерь Джона Ло в Билокси, Миссисипи

В 1718 году во Французской Луизиане проживало всего 700 европейцев. Миссисипская компания организовала корабли для перемещения из Европы еще порядка 800 человек, которые высадились в Луизиане в этом же году, удвоив её европейское население. Джон Ло приглашал в Америку немцев и швейцарцев, попавших в то время под французское правление. Интересно, что из Парижа Джон Ло привозил заключённых, при условии, что они женятся на проститутках и с ними приедут в Америку. Таким образом в 1719—1720 годах в Луизиану приехало две партии заключенных, но в мае 1720 года французское правительство запретило такие депортации. Несмотря на это, в 1721 году прибыла последняя, третья партия заключенных.
Компания Джона Ло занималась спекуляциями своими акциями. Популярность её акций была такова, что возникла необходимость в большом количестве бумажных банкнот, которыми инвесторам выплачивали дивиденды. Банк Banque Royale, выпускающий банкноты, процветал, пока французское правительство не признало, что количество бумажных денег, им выпущенных, не обеспечивалось золотом и серебром, имеющимся в банке. Пузырь лопнул в конце 1720 года, Ло бежал из Франции в Брюссель, затем перебрался в Венецию, где и умер. Деятельность Миссисипской компании закончилась в 1721 году.